# 2. ŽNL Osječko-baranjska NS Našice 2008./09.
Ligu je osvojila NK Lila, ali je i pored neuspjeha u kvalifikacijama za 1. ŽNL Osječko-baranjsku izborila plasman u viši rang. Iz lige u 3. ŽNL Osječko-baranjsku nije ispao ni jedan klub.

## Tablica
| Mj. | Klub                         | Sus. | Pobj. | Ner. | Por. | GR.   | Bod. |
| --- | ---------------------------- | ---- | ----- | ---- | ---- | ----- | ---- |
| 1.  | NK Lila                      | 26   | 22    | 2    | 2    | 69:14 | 68   |
| 2.  | NK Lađanska                  | 26   | 17    | 6    | 3    | 58:31 | 57   |
| 3.  | NK Omladinac Vukojevci       | 26   | 15    | 6    | 5    | 77:35 | 51   |
| 4.  | NK Mladost Stipanovci        | 26   | 13    | 7    | 6    | 64:36 | 46   |
| 5.  | NK Croatia Velimirovac       | 26   | 13    | 2    | 11   | 55:51 | 41   |
| 6.  | NK Zoljan                    | 26   | 12    | 4    | 10   | 47:44 | 40   |
| 7.  | NK Iskrica Šaptinovci        | 26   | 10    | 6    | 10   | 40:51 | 36   |
| 8.  | NK Victoria Markovac Našički | 26   | 11    | 2    | 13   | 55:47 | 35   |
| 9.  | NK Radnik Šipovac            | 26   | 10    | 5    | 11   | 44:38 | 35   |
| 10. | NK Mladost Breznica Našička  | 26   | 7     | 6    | 13   | 44:67 | 27   |
| 11. | NK Zagorac Beljevina         | 26   | 6     | 7    | 13   | 44:69 | 25   |
| 12. | NK Đurđenovac                | 26   | 7     | 4    | 15   | 35:55 | 25   |
| 13. | NK Sloga Podgorač            | 26   | 5     | 4    | 17   | 28:61 | 19   |
| 14. | NK Brezik Brezik Našički     | 26   | 2     | 3    | 21   | 24:85 | 9    |

## Rezultati
| NK Omladinac Vukojevci - NK Iskrica Šaptinovci 8:0 NK Lila - NK Zagorac Beljevina 8:0 NK Croatia Velimirovac - NK Mladost Stipanovci 3:1 NK Sloga Podgorač - NK Mladost Breznica Našička 2:1 NK DIK Đurđenovac - NK Lađanska 1:2 NK Victoria Markovac Našički - NK Radnik Šipovac 0:1 NK Zoljan - NK Brezik Brezik Našički 2:0 | NK Iskrica Šaptinovci - NK Radnik Šipovac 2:1 NK Mladost Stipanovci - NK Victoria Markovac Našički 1:0 NK Zagorac Beljevina - NK Croatia Velimirovac 1:1 NK Brezik Brezik Našički - NK Lila 0:2 NK Lađanska - NK Zoljan 0:0 NK Mladost Breznica Našička - NK DIK Đurđenovac 2:1 NK Omladinac Vukojevci - NK Sloga Podgorač 11:0 | NK Sloga Podgorač - NK Iskrica Šaptinovci 1:1 NK DIK Đurđenovac - NK Omladinac Vukojevci 0:2 NK Zoljan - NK Mladost Breznica Našička 2:1 NK Lila - NK Lađanska 2:0 NK Croatia Velimirovac - NK Brezik Brezik Našički 4:2 NK Victoria Markovac Našički - NK Zagorac Beljevina 5:0 NK Radnik Šipovac - NK Mladost Stipanovci 2:2 |
| NK Iskrica Šaptinovci - NK Mladost Stipanovci 0:0 NK Zagorac Beljevina - NK Radnik Šipovac 1:4 NK Brezik Brezik Našički - NK Victoria Markovac Našički 1:5 NK Lađanska - NK Croatia Velimirovac 2:0 NK Mladost Breznica Našička - NK Lila 1:2 NK Omladinac Vukojevci - NK Zoljan 3:3 NK Sloga Podgorač - NK DIK Đurđenovac 4:1 | NK DIK Đurđenovac - NK Iskrica Šaptinovci 1:4 NK Zoljan - NK Sloga Podgorač 1:0 NK Lila - NK Omladinac Vukojevci 4:0 NK Croatia Velimirovac - NK Mladost Breznica Našička 5:0 NK Radnik Šipovac - NK Brezik Brezik Našički 4:0 NK Mladost Stipanovci - NK Zagorac Beljevina 6:3 NK Victoria Markovac Našički - NK Lađanska 0:1  | NK Iskrica Šaptinovci - NK Zagorac Beljevina 2:1 NK Brezik Brezik Našički - NK Mladost Stipanovci 0:2 NK Lađanska - NK Radnik Šipovac 1:0 NK Mladost Breznica Našička - NK Victoria Markovac Našički 5:2 NK Omladinac Vukojevci - NK Croatia Velimirovac 3:2 NK Sloga Podgorač - NK Lila 0:1 NK DIK Đurđenovac - NK Zoljan 2:1 |
| NK Zoljan - NK Iskrica Šaptinovci 2:3 NK Lila - NK DIK Đurđenovac 6:0 NK Croatia Velimirovac - NK Sloga Podgorač 4:1 NK Victoria Markovac Našički - NK Omladinac Vukojevci 2:2 NK Radnik Šipovac - NK Mladost Breznica Našička 0:0 NK Mladost Stipanovci - NK Lađanska 4:1 NK Zagorac Beljevina - NK Brezik Brezik Našički 3:3 | NK Iskrica Šaptinovci - NK Brezik Brezik Našički 3:1 NK Lađanska - NK Zagorac Beljevina 5:0 NK Mladost Breznica Našička - NK Mladost Stipanovci 0:1 NK Omladinac Vukojevci - NK Radnik Šipovac 4:2 NK Sloga Podgorač - NK Victoria Markovac Našički 0:2 NK DIK Đurđenovac - NK Croatia Velimirovac 1:0 NK Zoljan - NK Lila 1:1  | NK Lila - NK Iskrica Šaptinovci 3:1 NK Croatia Velimirovac - NK Zoljan 4:1 NK Victoria Markovac Našički - NK DIK Đurđenovac 4:1 NK Radnik Šipovac - NK Sloga Podgorač 3:2 NK Mladost Stipanovci - NK Omladinac Vukojevci 4:1 NK Zagorac Beljevina - NK Mladost Breznica Našička 7:1 NK Brezik Brezik Našički - NK Lađanska 0:2 |
| NK Iskrica Šaptinovci - NK Lađanska 2:2 NK Mladost Breznica Našička - NK Brezik Brezik Našički 2:2 NK Omladinac Vukojevci - NK Zagorac Beljevina 3:2 NK Sloga Podgorač - NK Mladost Stipanovci 0:0 NK DIK Đurđenovac - NK Radnik Šipovac 1:0 NK Zoljan - NK Victoria Markovac Našički 1:3 NK Lila - NK Croatia Velimirovac 4:0 | NK Croatia Velimirovac : Iskica 2:1 NK Victoria Markovac Našički - NK Lila 2:0 NK Radnik Šipovac - NK Zoljan 1:2 NK Mladost Stipanovci - NK DIK Đurđenovac 6:1 NK Zagorac Beljevina - NK Sloga Podgorač 2:0 NK Brezik Brezik Našički - NK Omladinac Vukojevci 1:1 NK Lađanska - NK Mladost Breznica Našička 4:1                 | NK Iskrica Šaptinovci - NK Mladost Breznica Našička 1:1 NK Omladinac Vukojevci - NK Lađanska 0:1 NK Sloga Podgorač - NK Brezik Brezik Našički 4:0 NK DIK Đurđenovac - NK Zagorac Beljevina 2:2 NK Zoljan - NK Mladost Stipanovci 2:0 NK Lila - NK Radnik Šipovac 3:1 NK Croatia Velimirovac - NK Victoria Markovac Našički 6:4 |
| NK Victoria Markovac Našički - NK Iskrica Šaptinovci 3:2 NK Radnik Šipovac - NK Croatia Velimirovac 1:0 NK Mladost Stipanovci - NK Lila 0:2 NK Zagorac Beljevina - NK Zoljan 4:5 NK Brezik Brezik Našički - NK DIK Đurđenovac 1:0 NK Lađanska - NK Sloga Podgorač 3:1 NK Mladost Breznica Našička - NK Omladinac Vukojevci 0:5 | 14. kolo | 15. kolo |
| 16. kolo | 17. kolo | 18. kolo |
| 19. kolo | 20. kolo | 21. kolo |
| 22. kolo | 23. kolo | 24. kolo |
| 25. kolo | NK Iskrica Šaptinovci – NK Victoria Markovac Našički 3:1 NK Croatia Velimirovac – NK Radnik Šipovac 2:1 NK Lila – NK Mladost Stipanovci 3:1 NK Zoljan – NK Zagorac Beljevina 5:0 NK Đurđenovac – NK Brezik Brezik Našički 8:0 NK Sloga Podgorač – NK Lađanska 3:3 NK Omladinac Vukojevci – NK Mladost Breznica Našička 8:1      | |

## Kvalifikacije za 1. ŽNL Osječko-baranjsku
14. lipnja 2009.: NK Lila - NK Zrinski Jurjevac Punitovački 2:3
21. lipnja 2009.: NK Zrinski Jurjevac Punitovački - NK Lila 1:1
U 1. ŽNL Osječko-baranjsku se plasirao NK Zrinski Jurjevac Punitovački. Naknadno je odlučeno da promociju u viši rang ostvari i NK Lila.